# Donnchadh Ó Briain
Donnchadh Ó Briain (17 novembre 1897 - 22 septembre 1981) est un homme politique irlandais du Fianna Fáil et un activiste de la Ligue gaélique. Il est élu au Dáil Éireann aux élections générales de 1933.

## Biographie
Il est né le 17 novembre 1897 à Knockaderry, comté de Limerick, fils de David O'Brien, directeur de la crémerie, et de Kathleen O'Brien (née Casey). Il fait ses études à l'école nationale d'Ahalin, puis au Collège Rédemptoriste de Mount St Alphonsus, dans la ville de Limerick, mais des problèmes de santé l'empêchent d'aller à l'université.
A sa sortie de l'école, il travaille pendant plusieurs années dans la crémerie dirigée par son père. En 1917, il s'implique dans le mouvement indépendantiste au sein du Sinn Féin et plus tard de la brigade West Limerick de l'Armée républicaine irlandaise. Il est impliqué dans les tribunaux républicains de Limerick et prend le parti anti-traité pendant la guerre civile irlandaise.
Il est profondément impliqué dans le Conradh na Gaeilge, qu'il rejoint également en 1917, après avoir été influencé par le père Tomás de Bhál. En 1920, Ó Briain est nommé responsable du Conradh na Gaeilge pour le comté de Limerick et, à partir de 1925, pour toute la province de Munster, fondant de nombreuses branches de la ligue. De 1928 à 1932, il est secrétaire général du Conradh na Gaeilge et édite également par intermittence Fáinne an Lae.
Membre fondateur du Fianna Fáil en 1926, il se présente sans succès à Limerick aux élections générales de 1932. Il est député Fianna Fáil pour Limerick de 1933 à 1948 et pour la circonscription de Limerick West jusqu'en 1969, date à laquelle il prend sa retraite de la politique. Il sert dans les gouvernements d'Éamon de Valera et de Seán Lemass comme whip en chef du gouvernement.